# Далидович, Владислав Дмитриевич
Владислав Дмитриевич Далидович (бел. Уладзіслаў Дзмітрыевіч Далідовіч; род. 1 сентября 2004, Марьина Горка, Минская область) — белорусский футболист, нападающий клуба «Сморгонь».

## Карьера

### «Энергетик-БГУ»
Футболом начал заниматься в юношеском возрасте в академиях таких клубов как «Смолевичи» и «Минск». Позже перебрался в Академию АБФФ, где продолжил выступать на юношеском уровне. В мае 2021 года футболист присоединился к марьиногорской «Виктории». В сентябре 2021 года футболист вернулся в Академию АБФФ. В июле 2022 года футболист перешёл в «Энергетик-БГУ». В столичном клубе начал выступать за дублирующий состав. В начале 2023 года футболист присоединился к основной команде клуба. Дебютировал за клуб футболист 30 апреля 2023 года в матче против «Гомеля», выйдя на замену на 65 минуте. Провёл за клуб футболист всего лишь 2 матча, продолжая выступать за дублирующий состав. Завершил сезон футболист на итоговом предпоследнем месте в чемпионате, отправившись в стыковые матчи за сохранение прописки. По итогу стыковых матчей клуб поиграл «Витебску» и вылетел в Первую лигу.

### «Сморгонь»
В марте 2024 года футболист перешёл в «Сморгонь» на правах свободного агента. Принял участие в пяти матчах сезона-2024. Первую половину сезона-2025 провел во второй лиге в составе «Виктории» из Марьиной Горки, за которую забил 9 мячей в 10 матчах. В июне присоединился к минским «Крумкачам», также выступающим во второй лиге. Параллельно стал тренером ДЮСШ по футболу «Груганы».  